# Christina Stürmer
Christina Stürmer (født 9. juni 1982 i Altenberg bei Linz, Oberösterreich) er en østrigsk pop-rock-sangerinde. Hun deltog i 2003 i det østrigske amatør-sangshow Starmania på ORF, hvor hun blev nummer 2. Hendes første udgivelse var sangen "Ich lebe", der blev udgivet i 2003, og som blev et stort hit i Østrig og blev efterfulgt af flere nummer 1 hits.
I 2004 nåede sangen "Vorbei" ind på den tyske top 100, og i april 2005 blev der produceret en version af "Ich lebe" til de tyske og schweiziske markeder. Sangen nåede en høj placering i begge lande samt Italien og gjorde Christina Stürmer kendt i de tysktalende lande. 2006 var hendes mest succesfulde år til dato, hvor hun solgte mere end 1,5 mio. eksemplarer af sin CD i Østrig, Tyskland, Schweiz og Italien.

## Liv og karriere

### Tidlige år
Christina Stürmer kommer fra en meget musikalsk familie. I en alder af 15 år spillede hun saxofon i et jazz-band, og hun spillede endvidere på tværfløjte. I 1998 sang hun i coverbandet "Scotty", som hun selv havde etableret. Bandet spillede mest engelske sange. Hun var endvidere medlem af en a cappella gruppe, der hed "Sulumelina". Efter at have sprunget fra gymnasiet, begyndte hun at arbejde i en boghandel i Linz. Få måneder senere stillede hun op til amatør-showet Stamania på østrigsk tv.

### Starmania
I 2003 vandt Christina Stürmer en andenplads efter Michael Tschuggnall. Kort tid efter udgav hun sin første sang "Ich lebe", der i 2003 var nummer 1 på den østrigske hitliste i ni uger.

### Begyndelsen af karrieren
Efter "Ich lebe" fulgte to meget succesfulde sange: "Geh nicht wenn du kommst" og anti-krigssangen "Mama (ana Ahabak)" (arabisk for Mor, jeg elsker dig). Sangen handler om en lille irakisk piges syn på krigen, og den opnåede ligeledes ni uger som nummer 1 på hitlisten i Østrig. Christina Stürmers første album "Freier Fall", der udkom i Østrig i maj 2003, kom hurtigt til tops på hitlisten, hvor den befandt sig i flere uger. I efteråret 2003 gennemførte hun sin første turné på baggrund af sit første album.
I maj 2004 udkom hendes andet album "Soll das wirklich alles sein". Albummet blev en endnu større succes end det første, men albummets singler solgte kun middelmådigt. Turnéen "Wirklich alles!" fulgte i efteråret samme år, og koncertens 11.000 billetter i Wiens rådhus blev udsolgt på meget kort tid. Kort efter turnéen præsenterede hun de første sange, som hun selv havde skrevet.

### Gennembrud i Tyskland
På dette tidspunkt arbejdede hendes managers Andreas Streit og Bernd Rengleshausen for et gennembrud i Tyskland. Singlen "Vorbei" blev udgivet i Tyskland i november 2004 men blev ikke den forventede succes. I april 2005 blev der udgivet et nybearbejdet version af "Ich lebe" i Tyskland. Singlen blev en stor succes og opnåede en placering som nummer 9 på den tyske hitliste og kort derefter en placering som nummer 4.
Det efterfølgende album "Schwarz Weiss" blev udgivet i juni 2005 i Tyskland og Schweiz og nåede nummer tre på den tyske hitliste og blev på toppen i mere end et år. De fleste af sangene på dette album var allerede kendt i Østrig, men var blevet reproduceret og tillempet stilen på det tyske marked. I slutningen af 2005 turnerede hun og hendes band i Tyskland og Schweiz. Schwarz-Weiss-turnéen med lige under 40 koncerter varede to måneder, og flere af koncerterne måtte flyttes til større haller på grund af stor efterspørgsel efter billetter.
Christina Stürmer og hendes band er fortsat populære og efterspurgte.

## Diskografi
- 2003: Freier Fall
- 2004: Soll das wirklich alles sein?
- 2005: Wirklich alles! (livealbum)
- 2005: Schwarz Weiss (kompilation for Tyskland og Schweiz)
- 2006: Lebe lauter
- 2008: Laut-Los (unplugged)
- 2009: In dieser Stadt
- 2010: Nahaufnahme
- 2013: Ich hör auf mein Herz